# (357) Нинина
(357) Нинина (лат. Ninina) — типичный астероид главного пояса, принадлежащий к тёмному спектральному классу C. Он был открыт 20 января 1893 года французским астрономом Огюстом Шарлуа в обсерватории Ниццы.

Орбита астероида Нинина и его положение в Солнечной системе
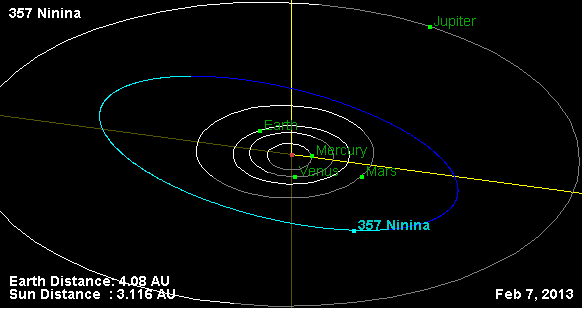
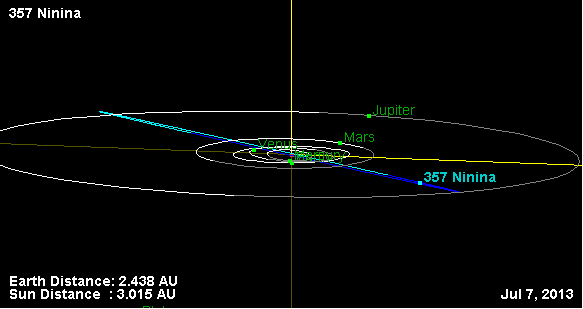